# Machimus griseus
Machimus griseus là một loài ruồi trong họ Asilidae. Machimus griseus được Hine miêu tả năm 1906. Loài này phân bố ở vùng Tân Bắc giới.